# كانتري (موسيقى)
موسيقى الكانتري (بالإنجليزية: Country Music)‏ والمعروفة أيضًا بالموسيقى الريفية والغربية (أو ببساطة الريفية) وموسيقى هيل بيلي، هي نوع من الموسيقى الشعبية التي تعود جذورها إلى أنواع موسيقية كالبلوز والموسيقى القديمة، وأنواع مختلفة من الموسيقى الشعبية الأمريكية متضمنةً الأبالاش والكاجون، وأنماط موسيقى رعاة البقر الغربية الخاصة بريد ديرت ونيو مكسيكو وريف تكساس وتيجانو. نشأت جذورها الشعبية في جنوب الولايات المتحدة في أوائل عشرينيات القرن العشرين.
غالبًا ما تتكون موسيقى الكانتري من أغان وألحان الرقص بأشكال بسيطة عمومًا وكلمات شعبية، وأنغام مصحوبة غالبًا بآلات وترية مثل البانجو وغيتارات كهربية وصوتية وغيتارات فولاذية (مثل فولاذ الدواسات ودوبروس) وكمانات وهارمونيكا. واستُخدمت أوضاع البلوز على نطاق واسع طوال تاريخها المسجل.
وفقًا لليندزي ستيرنيس، اكتسب مصطلح موسيقى الكانتري شعبيته في أربعينيات القرن الماضي بتفضيله على مصطلح موسيقى هيلبيلي السابق. أصبح الأمر يشمل الموسيقى الغربية التي تطورت توازيًا مع موسيقى هيلي بيلي من جذور مماثلة في منتصف القرن العشرين. كانت موسيقى الكانتري هي الأكثر استماعًا في إذاعة ساعة الذروة خلال تنقلات المساء والثانية الأكثر شيوعًا في تنقلات الصباح في الولايات المتحدة سنة 2009.
أصبح مصطلح موسيقى الكانتري اليوم يُستخدم لوصف العديد من الأنماط والأنواع الفرعية. توجد أصول موسيقى الكانتري في موسيقى الفولك للطبقة العاملة الأمريكية وحياة الياقات الزرق (العمال) الأمريكية الذين مزجوا الأغاني الشعبية والإيقاعات الأيرلندية والكلتية والأغاني الإنجليزية التقليدية وأغاني رعاة البقر مع التقاليد الموسيقية لمجموعات مختلفة من المهاجرين الأوروبيين والأفارقة.

## الجذور
تعود المكونات الرئيسية لأسلوب الموسيقى الريفية الحديثة إلى تقاليد الموسيقى في جميع أنحاء جنوب وجنوب غرب الولايات المتحدة، في حين أسست مكانتها في الموسيقى الشعبية الأمريكية في عشرينيات القرن العشرين خلال الأيام الأولى من تسجيل الموسيقى، قُدمت موسيقى الكانتري إلى العالم بوصفها ظاهرةً جنوبية.
جلب المهاجرون القادمون من جنوب شرق الولايات المتحدة إلى جبال الأبالاش الجنوبية معهم الموسيقى والأدوات الشعبية الخاصة بأفريقيا وأوروبا وحوض البحر المتوسط لقرابة 300 عام، التي تطورت إلى موسيقى الأبالاش وأخيرًا موسيقى البلوز وموسيقى البلوغراس. مع توسع البلاد غربًا، أصبح نهر المسيسيبي ولويزيانا مفترق طرق أمام موسيقى الريف، ما أدى إلى ظهور موسيقى الكاجون. كانت جبال الروكي والتخوم الأمريكية وريو غراندي في جنوب غرب الولايات المتحدة بمثابة خلفية مماثلة لأغاني الأمريكان الأصليين والأغاني المكسيكية وأغاني رعاة البقر، ما أدى إلى التأثر بموسيقى نيو مكسيكو وتطوير الموسيقى الغربية وارتباطها المباشر بأنماط موسيقى ريد ديرت وريف تكساس وتيجانو.

### دور تينيسي الشرقية
عرّف الكونجرس الأمريكي رسميًا بأن بريستول، تينيسي هي (مسقط رأس موسيقى الكانتري) بناءً على جلسات تسجيل بريستول التاريخية عام 1927. كانت المدينة موطنًا لمتحف مسقط رأس موسيقى الكانتري منذ 2014. لاحظ المؤرخون أيضًا تأثير جلسات جونسون سيتي الأقل شهرة 1928-1929 وجلسات نوكسفيل 1929-1930. إضافةً إلى ذلك، ساعدت اتفاقية عازفي كمان مونتن ستي -التي عُقدت سنة 1925- على إلهام موسيقى الكانتري الحديثة. قبل ذلك، طور المستوطنون الرواد في إقليم جبال سموكي العظيمة تراثًا موسيقيًا غنيًا.

## الأجيال
ظهر الجيل الأول في أوائل عشرينيات القرن العشرين، إذ أدى المشهد الموسيقي في أتلانتا دورًا رئيسيًا في انطلاق أول فناني التسجيل في البلاد. كان جيمس جيديون (جيد) تانر (1885–1960) عازف كمان أمريكي قديم وأحد أوائل النجوم الذين عُرفوا فيما بعد باسم موسيقى الريف. كانت فرقته (سكيلت ليكرز) إحدى أكثر فرق السلسلة ابتكارًا وتأثيرًا في عشرينيات وثلاثينيات القرن العشرين. كان أبرز أعضائها كلايتون مكميشن (عازف كمان ومغني) ودان هورنزبي (غناء) ورايلي بوكيت (غيتار وغناء) وروبرت لي سويت (غيتار). بدأت شركة تسجيلات (أوكي ريكوردز) في مدينة نيويورك بإصدار تسجيلات موسيقى هيلي بيلي بواسطة فيدلين جون كارسون في وقت مبكر من عام 1923، تلتها كولومبيا ريكوردز (سمانتا بمغارنر) سنة 1924، و(فيكتور ريكوردز) سنة 1927، مع أول الرواد المشهورين في هذا النوع جيمي رودجرز، وأول عائلة في موسيقى الكانتري عائلة كارتر. سجل العديد من موسيقيي (هيلي بيلي) مثل كليف كارلايل أغاني البلوز طوال عشرينيات القرن الماضي.
أصبح الراديو مصدرًا شعبيًا للترفيه خلال الجيل الثاني (1930 - 1940) وبدأت عروض (رقصة الحظيرة) التي تتميز بموسيقى الكانتري في جميع أنحاء الجنوب حتى شمال شيكاغو وأقصى غرب كاليفورنيا. كان أهمها غراند أول أوبري، التي بُثت سنة 1925 في ناشفيل واستمرت حتى يومنا هذا. خلال ثلاثينيات وأربعينيات القرن العشرين، انتشرت أغاني رعاة البقر أو الموسيقى الغربية، التي سُجلت منذ عشرينيات القرن الماضي من طريق الأفلام التي انتُجت في هوليوود، والتي ضم العديد منها ملك (رعاة البقر المغنين) جين أوتري. كان بوب ويلز موسيقيًا ريفيًا آخر من منطقة السهول الكبرى الجنوبية، وأصبح يتمتع بشعبية كبيرة زعيمًا لفرقة (هوت سترنغ باند) وظهر أيضًا في الهوليوود ويسترن. أصبح مزيج موسيقى الكانتري والجاز الخاص به، الذي بدأ موسيقى الرقص في القاعات، معروفًا باسم البديل الغربي (Western Swing). كان ويلز من أوائل موسيقيي الكانتري المعروفين بإضافة غيتار كهربي إلى فرقته سنة 1938. بدأ موسيقيو الكانتري بتسجيل البوغي سنة 1939 بعد وقت قصير من أدائها في قاعة كارنيجي، عندما سجل جوني بارفيلد (بوغي ووغي).
بدأ الجيل الثالث (1950 - 1960) في نهاية الحرب العالمية الثانية بموسيقى الفرقة الوترية (ماونتنير) المعروفة باسم البلوجراس، التي ظهرت عندما قدم (روي أكاف) بيل مونرو مع ليستر فلات وإيرل سكوغز في جراند أول أوبري. ظلت موسيقى الغوسبل مكونًا شائعًا في موسيقى الريف. أصبح نوع آخر من الموسيقى المجردة والخام مع مجموعة متنوعة من الألحان شائعًا بين المجتمعات الفقيرة في نيو مكسيكو وأوكلاهوما وتكساس. تتكون الفرقة الأساسية من الغيتار الكلاسيكي وغيتار البيس ودوبرو أو الإيتار الفولاذي، مع أن بعض الفرق الكبيرة تضم الغيتارات الكهربية والأبواق وألواح المفاتيح (خاصةً بيانو هونكي تونك، نوع من البيانو تك) والبانجو والطبول. كان لهذا الصوت جذوره في موسيقى الأمريكيين الأصليين والهسبان والتخوم الأمريكية في جنوب غرب الولايات المتحدة وشمال المكسيك.
بحلول أوائل الخمسينيات من القرن الماضي، لعبت معظم الفرق الموسيقية الريفية مزيجًا من رقصة السوين الغربية والرقصة الريفية وهونكي تونك. كان روكابيلي أكثر شعبية لدى عشاق الكانتري في الخمسينيات، ويمكن تسمية عام 1956 عام موسيقى روكابيلي في موسيقى الريف، مع ظهور جوني كاش أحد أكثر الممثلين شعبية واستمرارية لهذا النوع من موسيقى روكابيلي. كانت موسيقى الروكابيلي أيضًا نقطة انطلاق لنجم الروك أند رول إلفيس بريسلي، الذي سيعود إلى جذوره الريفية في أواخر حياته. ابتداءً من منتصف الخمسينيات، ووصولًا إلى ذروتها في أوائل الستينيات، حول صوت ناشفيل موسيقى الكانتري إلى صناعة بقيمة ملايين الدولارات تتمركز في ناشفيل بولاية تينيسي. كان باتسي كلاين وجيم ريفز اثنين من أشهر فناني الصوت في ناشفيل، وكانت وفاتهم في حوادث تحطم الطائرة منفصلة في أوائل الستينيات من أسباب تراجع هذا النوع. ابتداءً من أوائل الخمسينيات وحتى منتصف الستينيات، برز المغنون وكتاب الأغاني الغربيون مثل مايكل مارتن مورفي ومارتي روبينز بوضوح كما فعل آخرون في الموسيقية الغربية التقليدية مثل موسيقى أل هوريكان في نيو مكسيكو.
أنتجت أواخر الستينيات مزيجًا فريدًا في الموسيقى الأمريكية نتيجة رد فعل عنيف تقليدي ضمن أنواع منفصلة. في أعقاب الغزو الثقافي البريطاني، رغب الكثيرون في العودة إلى (القيم القديمة) لروك أند رول. تناقص الحماس في القطاع الريفي للموسيقى المنتجة في ناشفيل في نفس الوقت، ما نتج عنه نوع متداخل معروف باسم روك الريفي.
شملت موسيقى الجيل الرابع (1970-1980) موسيقى ريفية خارجة عن التقاليد بجذورها التي تعود إلى صوت بيكرسفيلد وموسيقى البوب الريفية ذات الجذور في موسيقى ناشفيل وموسيقى الفولك والسوفت روك. بين عامي 1972 و1975، أصدر المغني وعازف الإيتار جون دنفر سلسلة من الأغاني الناجحة للغاية التي تمزج بين الأنماط الموسيقية الشعبية والروك الشعبي. بحلول منتصف السبعينيات، اكتسبت موسيقى ولاية تكساس وتيجانو شعبية مع فنانين مثل فريدي فيندر. خلال أوائل الثمانينيات من القرن الماضي، استمر الفنانون الريفيون في رؤية تسجيلاتهم تبلي بلاءً حسنًا على مخططات البوب، وانتشر أسلوب موسيقى الديسكو الجديدة سنة 1980.
خلال منتصف الثمانينيات، ظهرت مجموعة من الفنانين الجدد الذين رفضوا صوت موسيقى الكانتري الأنيق الذي كان منتشرًا على الراديو والتخطيط لصالح إنتاج (العودة إلى الأساسيات) التقليدي. كانت هذه الحركة التقليدية الجديدة تهيمن على موسيقى الكانتري حتى أواخر الثمانينيات، وقد تميزت بأمثال جورج سترايت. كانت محاولات الجمع بين موسيقى البانك والكانتري رائدة من قبل جايسون وسكورشرز وفي مواقع رعاة البقر في جنوب كاليفورنيا مع فرق مثل لونغ رايدرز وموجو نيكسون في الثمانينيات.
أصبحت موسيقى الكانتري ظاهرة عالمية خلال الجيل الخامس في التسعينيات. تمتع نوعان من الفنانين بشعبية سائدة: التقليديون الجدد مثل ألن جاكسون، وأعمال ستاديوم كانتري الأكثر انتشارًا في البلاد، وخاصة غارث بروكس. أصبحت ديكسي جيكس إحدى أكثر الفرق الريفية شعبية في التسعينات وأوائل العقد الأول من القرن الحادي والعشرين.
شهد الجيل السادس (منذ سنة 2000 إلى الآن) قدرًا معينًا من التنويع فيما يتعلق بأساليب الموسيقى الريفية. أصبح تأثير موسيقى الروك في موسيقى الكانتري أوضح خلال أواخر العقد الأول وأوائل العقد الثاني من القرن الحادي والعشرين. كانت معظم الأغاني الريفية الأكثر مبيعًا في هذا العصر من نوع الكانتري بوب مثل أغاني ليدي أنتيبيلوم وفلوريدا جورجيا لاين وكيري أندروود وتايلور سويفت. وتركت موسيقى الهيب هوب بصمتها على موسيقى الكانتري مع ظهور موسيقى الراب الريفية.